# Julije II.
Julije II., pravim imenom Giuliano della Rovere, papa od 1503. do 1513. Bio je najžešći protivnik obitelji Borgia. Bio je poznat pod nazivom  strašni papa  zbog plana uništenja lokalnih feudalnih moćnika. 

## Cambraiska liga
vidi: Rat Cambraiske lige
Njegov program ponovnog zauzimanja nekadašnjih papinih zemalja neizbježno dovodi do sukoba s Mletačkom Republikom. Želeći nazad pokrajinu Romagnu potiče 1508. osnivanje Cambraiske Lige protiv Venecije. Kada je Luj XII. teško porazio Veneciju u bitki kod Agnadella 15. svibnja 1509., Julije II. uočava pretjeranu moć Francuske i prekida savez. Papin prvi cilj bio je da se Mletačka Republika odrekne ekspazionističkih ciljeva. Drugi cilj mu je bio protjerivanje Francuza s poluotoka. Godine 1510. Julije II. sa švicarskim katonima sklapa vojni savez protiv Francuske. 1511. – 1513. Svetu ligu (fuori i barbari) činili su: papa Julije II., švicarski katoni, Venecija, Ferdinad Katolički, engleski kralj. 1512. godine osniva novu postrojbu papinske tjelesne straže, Švicarsku gardu. Dana, 22. siječnja 1506. švicarski plaćenici stigli su po prvi put u Vatikan, na njegov poziv, iz švicarskog kantona Uri .

## Istraga u Ludbregu
Za vrijeme svog pontifikata, dva puta je slao svoje legate u Ludbreg, kako bi detaljno istražili događaj euharistijskog čuda. I sam je želio vidjeti rijetku relikviju Predragocjene Krvi Kristove, te je ona otpremljena u Rim. Zbog duljine istrage i ispitivanja čudesnih događaja i ozdravljenja, papa nije uspio završiti istragu, ali je redigirao sadržaj bule kojom je dozvolio javno štovanje relikvije.